# Окуневые
О́куневые, или окунёвые (лат. Percidae) — семейство лучепёрых рыб из отряда окунеобразных (Perciformes). Обитают в пресных и солоноватых водоёмах северного полушария. Наиболее распространён род окуней, который живёт в Северной Америке, Европе, северной Азии. За ними следуют роды судаков (Северная Америка и Европа) и ершей (Европа, северная Азия). Чопы, окуни-подкаменщики и перкарины встречаются только в бассейнах Чёрного и Азовского морей.

## Строение
Спинной плавник у окуневых состоит из двух частей: колючей впереди и мягкой сзади. У некоторых видов эти части соединены, у некоторых расположены отдельно. Анальный плавник содержит 1—3 колючки. На челюстях щетинковидные зубы, среди которых у некоторых видов сидят клыки. Чешуя ктеноидная.

## Таксономия
Семейство насчитывает 236 видов, объединяемых в 9 родов и 5 подсемейств:
- Подсемейство Percinae
  - Perca Linnaeus, 1758 — пресноводные окуни, 3 вида;
- Подсемейство Acerinae
  - Gymnocephalus Bloch, 1793 — ерши, 5 видов;
- Подсемейство Percarininae
  - Percarina — перкарины, 2 вида — Percarina demidoffi;
- Подсемейство Luciopercinae
  - Romanichthys — окуни-подкаменщики, 1 вид — Romanichthys valsanicola;
  - Sander Oken, 1817 — судаки, 5 видов;
  - Zingel Cloquet, 1817 — чопы, 3 вида;
- Подсемейство Etheostomatinae
  - Ammocrypta — аммокрипты, 6 видов;
  - Etheostoma — этеостомы, 136 видов;
  - Percina — перцины, 41 вид.